# Forligsinstitutionen
Forligsinstitutionen, egentlig Statens Forligsinstitution, men undertiden også omtalt som Forligsen,  er et statsligt organ, som nedsattes 12. april 1910 for at bistå arbejdsmarkedets parter i forbindelse med disses indgåelse (og fornyelse) af kollektive overenskomster, konkret ved at gøre en indsats for at der opnås enighed mellem parterne således at arbejdsnedlæggelser undgås.
Forligsinstitutionen består af tre forligsmænd, 1 suppleant og op til 21 mæglingsmænd. De tre forligsmænd vælger af deres midte en formand for Forligsinstitutionen. Siden 1. januar 2019 har Jan Reckendorff været valgt som formand. Jan Reckendorff er til daglig rigsadvokat. Udpegningen af forligs- og mæglingsmænd sker af beskæftigelsesministeren efter en indstilling fra Arbejdsretten. De er typisk velanskrevne dommere eller eksperter i arbejdsmarkedsforhold.
Titlen forligskvinde bruges ikke i Danmark. Der har været overvejelser om at ændre Forligsmand til Forligsmægler, ligesom man hos den norske Riksmekleren har ændret navnet til Rigsmægler, så betegnelsen blev kønsneutral, men det er ikke sket.
Forligsinstitutionen har en række særlige beføjelser:
- Indkaldelse af parter til forhandlinger, hvis der er udsigt til en konflikt
- Ret til at udsætte konflikter, der ellers ville være trådt i kraft
- Mulighed for at tvinge parterne til at genoptage forhandlinger om bestemte punkter
- Mulighed for at tvinge parterne til at vidne i Arbejdsretten, hvis der er forhold, der trænger til belysning
- Krav på at få oplyst alle strejke- og lockoutvarsler
- Muligheden for af egen drift at fremsætte mæglingsforslag, som skal sendes til afstemning

Overtrædelse af Forligsinstitutionens regler kan give bøde eller fængsel i op til tre måneder.
Forligsinstitutionen har hjemme i Rawerts Gård på Sankt Annæ Plads 5 i Indre By i København

## Historie
Ved oprettelsen ved lov af 12. april 1910 var der kun tale om om én forligsmand, men ved lov af 21. december 1921 blev antallet sat til tre, der skulle vælge en formand iblandt sig.
Under besættelsen var overenskomstfornyelser suspenderet, og forligsinstitutionen blev genetableret efter besættelsen ved lov af 21. december 1945. Den skulle nu bestå af 12 mæglingsmænd ved siden af de tre forligsmænd. Ved lov af 22. januar 1958 blev antallet af mæglingsmænd udvidet til 21.